# فالدمونشن
والدمونشن (بالألمانية: Waldmünchen) هي بلدة ألمانية تقع في Cham (district) في ألمانيا.

## المدن التوأمة
مدن Elz، Combourg، Klenčí pod Čerchovem و ماركت اوبردورف هي مدن توأمة لـوالدمونشن.